# Кистепёрые рыбы
Кистепёрые рыбы (лат. Crossopterygii) — ранее выделявшаяся группа лопастепёрых рыб, которой присваивают ранг от надотряда до подкласса. Объединяет всех представителей лопастепёрых, не относящихся к двоякодышащим и четвероногим (по кладистической классификации). В XXI веке таксон не используется.

## Описание
Особенностью кистепёрых являются плавники, в основании которых расположена мышечная лопасть. Единственный современный род — латимерия, в котором известно два вида.
Появились не позднее 400 млн лет назад. До XX века считалось, что кистепёрые рыбы вымерли 66 млн лет назад. Первый экземпляр латимерии был пойман в 1938 году в Индийском океане у южных берегов Африки с глубины 70 м и описан ихтиологом Джеймсом Смитом. Второй экземпляр был пойман на удочку с глубины 15 м в том же районе. К 1980 году было выловлено более 70 латимерий. В 1998 году у берегов Сулавеси был открыт второй вид этого рода.                                                                                                                                                                                                                                                                          
Первоначально кистепёрые обитали в мелководных пресных водоёмах, испытывавших, вероятно, недостаток кислорода. В результате у этой линии рыб развилась мускулатура в основании плавников (чтобы можно было двигаться с опорой на субстрат) и двойное дыхание (включая лёгочное). Позже некоторые представители вернулись в море, а пресноводные вымерли.

## Происхождение земноводных
Биологи полагают, что кистепёрые рыбы дали начало земноводным и первыми из позвоночных вышли на сушу. Большинство исследователей считают более вероятным монофилетическое происхождение тетрапод от остеолепиформных лопастепёрых, хотя при этом допускается возможность полифилии, то есть достижения уровня организации земноводных несколькими близкородственными филетическими линиями остеолепиформных рыб, эволюционировавшими параллельно. Параллельные линии скорее всего вымерли. Одной из наиболее «продвинутых» лопастепёрых рыб являлся тиктаалик (Tiktaalik), имевший ряд переходных признаков, сближающих его с земноводными.

## Классификация
В группу включали 3 отряда:
- Целакантообразные (Coelacanthiformes) известны со среднего девона; в течение палеозоя жили в пресных водах, с начала мезозоя перешли в море. Единственный дошедший до наших дней род — латимерия.
- † Остеолепидообразные[7] (Osteolepidiformes) — преимущественно пресноводные рыбы, время существования: нижний девон — начало пермского периода;
- † Струниеобразные[3] (Struniiformes) — находки относятся к девону. Представители отряда обладали рядом признаков лучепёрых рыб.